# ابراهیم باشجی
ابراهیم باشَجی (تغییریافتهٔ پاچه‌چی) (۱۸۷۶–۱۹۴۸) (نسب: ابراهیم بن منیب بن احمد بن سلیم، باشَجی/پاچه‌چی) روزنامه‌نگار، ادیب و شاعر عراقی بود. در روزنامهٔ قلم الولایة می‌نگاشت و آثار خود را در مطبوعات روزگار نشر می‌داد. خود مجلهٔ الریاحین را چاپ کرد، اما از سوی حکومت بسته شد. نیلوفرهای میدان مجموعه اشعار اوست. نزهة الأحداق فی مباحث السباق و التبصره از دیگر آثار اوست.